# Euvrilletta arizonica
Euvrilletta arizonica är en skalbaggsart som beskrevs av White 1976. Euvrilletta arizonica ingår i släktet Euvrilletta och familjen trägnagare. Inga underarter finns listade i Catalogue of Life.